# Rissjötjärnen
Rissjötjärnen är en sjö i Örnsköldsviks kommun i Ångermanland och ingår i Moälvens huvudavrinningsområde. Sjön har en area på 0,0625 kvadratkilometer och ligger 345,2 meter över havet.

## Delavrinningsområde
Rissjötjärnen ingår i det delavrinningsområde (707992-159518) som SMHI kallar för Utloppet av Över-Åselsjön. Medelhöjden är 370 meter över havet och ytan är 13,06 kvadratkilometer. Räknas de 7 avrinningsområdena uppströms in blir den ackumulerade arean 69,16 kvadratkilometer. Avrinningsområdets utflöde Moälven (Åselån) mynnar i havet. Avrinningsområdet består mestadels av skog (70 procent) och sankmarker (23 procent). Avrinningsområdet har 0,85 kvadratkilometer vattenytor vilket ger det en sjöprocent på 6,5 procent.